# Música
A música (do grego μουσική τέχνη - musiké téchne, a arte das musas) é uma forma de arte que se constitui na combinação de vários sons e ritmos, seguindo uma pré-organização ao longo do tempo.
É considerada por diversos autores como uma prática cultural e humana. Não se conhece nenhuma civilização ou agrupamento que não possua manifestações musicais próprias. Embora nem sempre seja feita com esse objetivo, a música pode ser considerada como uma forma de arte, considerada por muitos como sua principal função.
A criação, a performance, o significado e até mesmo a definição de música variam de acordo com a cultura e o contexto social. A música vai desde composições fortemente organizadas (e a sua recriação na performance), música improvisada até formas aleatórias. Pode ser dividida em gêneros e subgêneros, contudo as linhas divisórias e as relações entre géneros musicais são muitas vezes sutis, algumas vezes abertas à interpretação individual e ocasionalmente controversas. Dentro das "artes", a música pode ser classificada como uma arte de representação, uma arte sublime, uma arte de espetáculo.
Para indivíduos de muitas culturas, a música está extremamente ligada à sua vida. A música expandiu-se ao longo dos anos, e atualmente se encontra em diversas utilidades não só como arte, mas também como a militar, educacional ou terapêutica (musicoterapia). Além disso, tem presença central em diversas atividades coletivas, como os rituais religiosos, festas e funerais.
Há evidências de que a música é conhecida e praticada desde a pré-história. Provavelmente a observação dos sons da natureza tenha despertado no ser humano, através do sentido auditivo, a necessidade ou vontade de uma atividade que se baseasse na organização de sons. Embora nenhum critério científico permita estabelecer seu desenvolvimento de forma precisa, a história da música confunde-se com a própria história do desenvolvimento da inteligência e da cultura humana.

## Definição

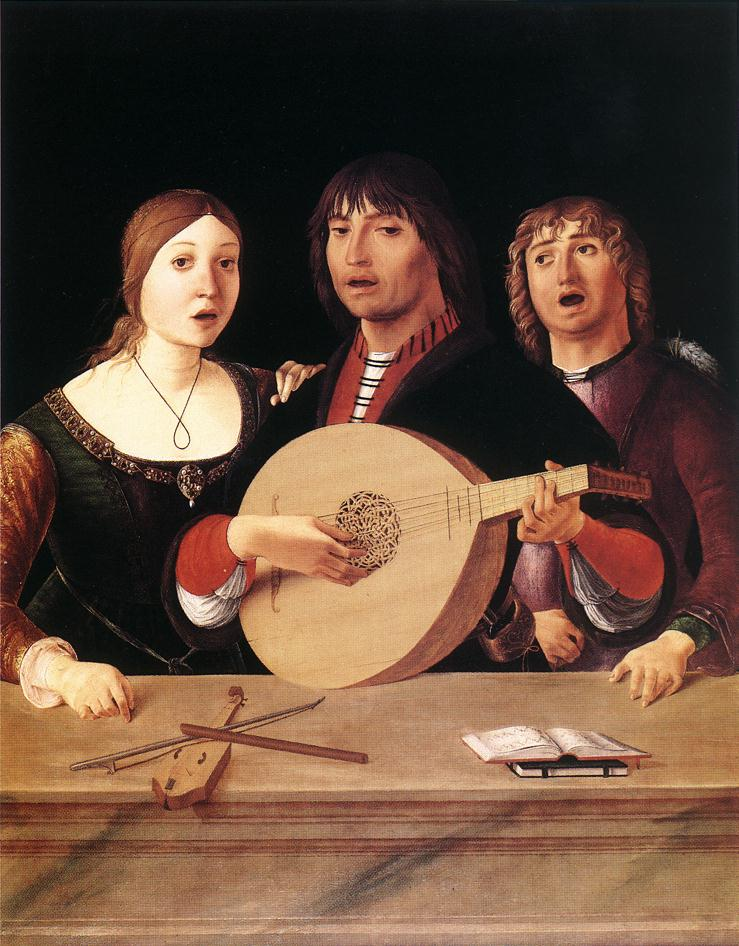
Concerto (1485-95), quadro a óleo de Lorenzo Costa (m. 1535).

Definir a música não é tarefa fácil. Alguns autores defendem que música é a combinação de sons e silêncios de uma maneira organizada, apesar de ser intuitivamente conhecida por qualquer pessoa, é difícil encontrar um conceito que abarque todos os significados dessa prática. Mais do que qualquer outra manifestação humana, a música contém e manipula o som e o organiza no tempo. Talvez por essa razão ela esteja sempre fugindo a qualquer definição, pois ao buscá-la, a música já se modificou, já evoluiu. E esse jogo do tempo é simultaneamente físico e emocional. Como "arte do efêmero", a música não pode ser completamente conhecida e por isso é tão difícil enquadrá-la em um conceito simples.
A música também pode ser definida como uma forma de linguagem que se utiliza da voz, instrumentos musicais e outros artifícios, para expressar algo a alguém.

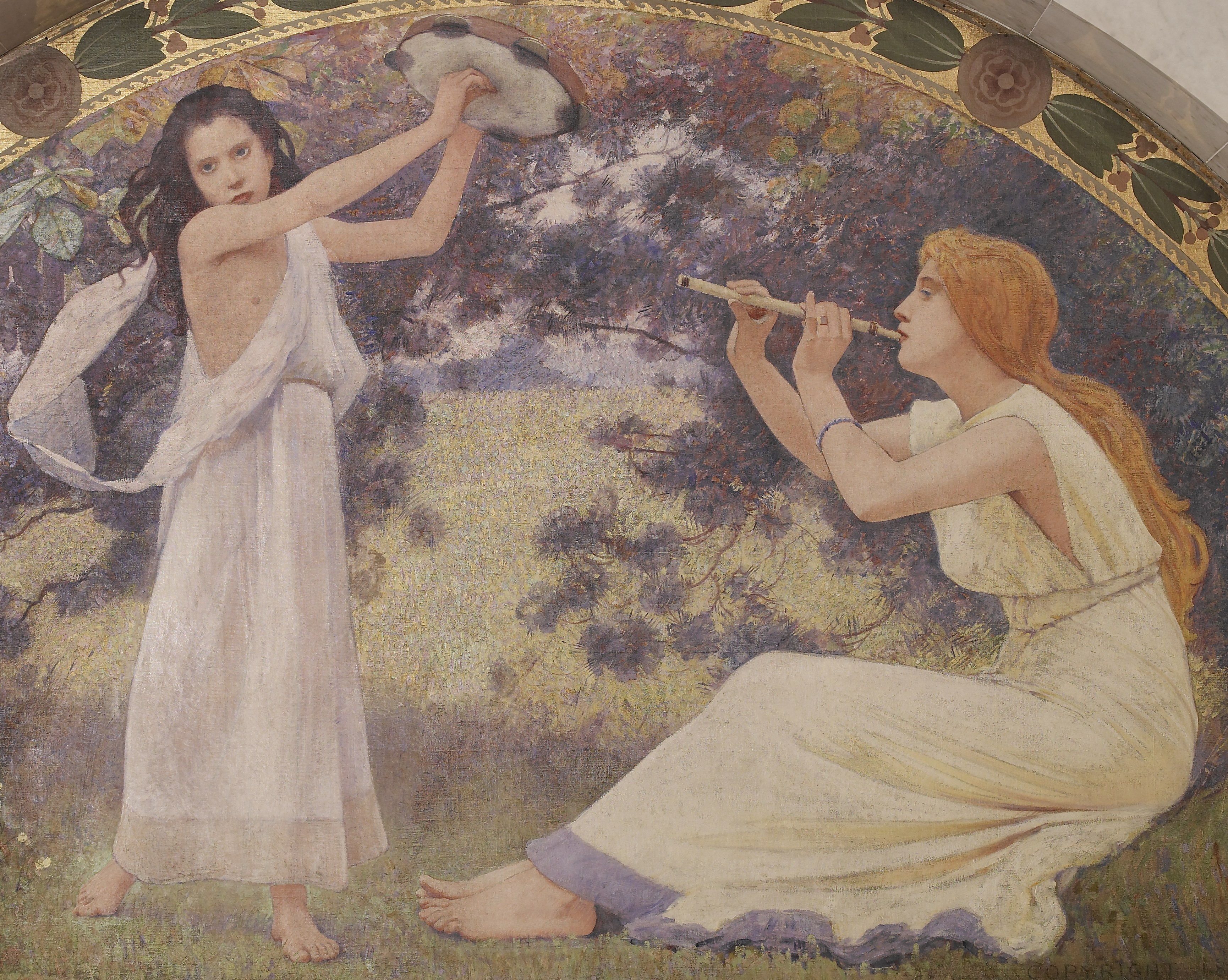
Recreação, desenho em mural por Charles Sprague Pearce.

Um dos poucos consensos é que ela consiste em uma combinação de sons e de silêncios, numa sequência simultânea ou em sequências sucessivas e simultâneas que se desenvolvem ao longo do tempo. Neste sentido, engloba toda combinação de elementos sonoros destinados a serem percebidos pela audição. Isso inclui variações nas características do som (altura, duração, intensidade e timbre) que podem ocorrer sequencialmente (ritmo e melodia) ou simultaneamente (harmonia). Ritmo, melodia e harmonia são entendidos aqui apenas em seu sentido de organização temporal, pois a música pode conter propositalmente harmonias ruidosas (que contém ruídos ou sons externos ao tradicional) e arritmias (ausência de ritmo formal ou desvios rítmicos).
E é nesse ponto que o consenso deixa de existir. As perguntas que decorrem desta simples constatação encontram diferentes respostas, se encaradas do ponto de vista do criador (compositor), do executante (músico), do historiador, do filósofo, do antropólogo, do linguista ou do amador. E as perguntas são muitas:
- Toda combinação de sons e silêncios é música?
- Música é arte? Ou de outra forma, a música é sempre arte?
- A música existe antes de ser ouvida? O que faz com que a música seja música é algum aspecto objetivo ou ela é uma construção da consciência e da percepção?

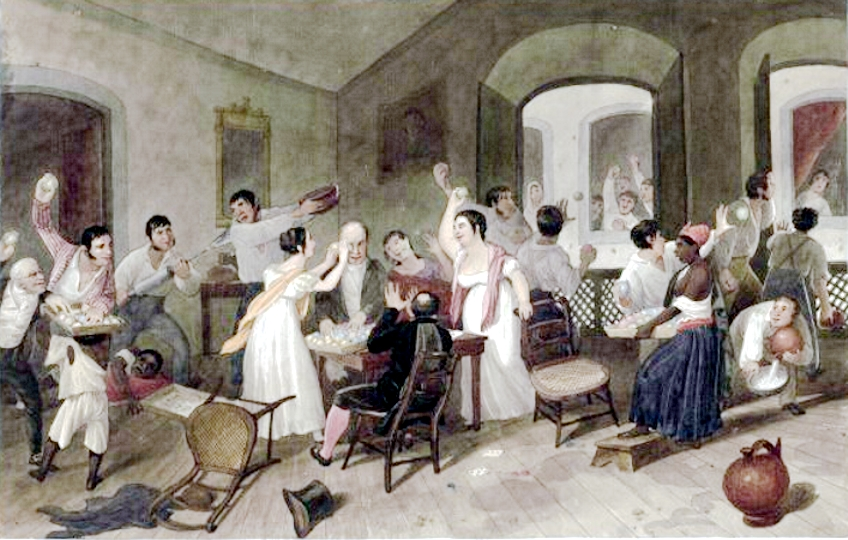
Cariocas jogam entrudo durante o Carnaval do Rio de Janeiro em 1822, por Augustus Earle.

Mesmo os adeptos da música aleatória, responsáveis pela mais recente desconstrução e reformulação da prática musical, reconhecem que a música se inspira sempre em uma "matéria sonora", cujos dados perceptíveis podem ser reagrupados para construir uma "matéria musical", que obedece a um objetivo de representação próprio do compositor, mediado pela técnica. Em qualquer forma de percepção, os estímulos vindos dos órgãos dos sentidos precisam ser interpretados pela pessoa que os recebe. Assim também ocorre com a percepção musical, que se dá principalmente pelo sentido da audição. O ouvinte não pode alcançar a totalidade dos objetivos do compositor. Por isso reinterpreta o "material musical" de acordo com seus próprios critérios, que envolvem aquilo que ele conhece, sua cultura e seu estado emocional.
Da diversidade de interpretações e também das diferentes funções em que a música pode ser utilizada se conclui que a música não pode ter uma só definição precisa, que abarque todos os seus usos e gêneros. Todavia, é possível apresentar algumas definições e conceitos que fundamentam uma "história da música" em perpétua evolução, tanto no domínio do popular, do tradicional, do folclórico ou do erudito.
O campo das definições possíveis é na verdade muito grande. Há definições de vários músicos (como Mozart, Beethoveen, Schönberg, Stravinsky, Varèse, Gould, Jean Guillou, Boulez, Berio e Harnoncourt), bem como de musicólogos como Carl Dalhaus, Jean Molino, Jean-Jacques Nattiez, Célestin Deliège, entre outros. Entretanto, quer sejam formuladas por músicos, musicólogos ou outras pessoas, elas se dividem em duas grandes classes: uma abordagem intrínseca, imanente e naturalista contra uma outra que a considera antes de tudo uma arte dos sons e se concentra na sua utilização e percepção.

### A abordagem naturalista
De acordo com a primeira abordagem, a música existe antes de ser ouvida; ela pode mesmo ter uma existência autônoma na natureza e pela natureza. Os adeptos desse conceito afirmam que, em si mesma, a música não constitui arte, mas criá-la e expressá-la sim. Enquanto ouvir música possa ser um lazer e aprendê-la e entendê-la seja fruto da disciplina, a música em si é um fenômeno natural e universal. A teoria da ressonância natural de Mersenne e Rameau vai neste sentido, pois ao afirmar a natureza matemática das relações harmônicas e sua influência na percepção auditiva da consonância e dissonância, ela estabelece a preponderância do natural sobre a prática formal. Consideram ainda que, por ser um fenômeno natural e intuitivo, os seres humanos podem executar e ouvir a música virtualmente em suas mentes sem mesmo aprendê-la ou compreendê-la. Compor, improvisar e executar são formas de arte que utilizam o fenômeno música.
Sob esse ponto de vista, não há a necessidade de comunicação ou mesmo da percepção para que haja música. Ela decorre de interações físicas e prescinde do humano.

### A abordagem funcional, artística e espiritual

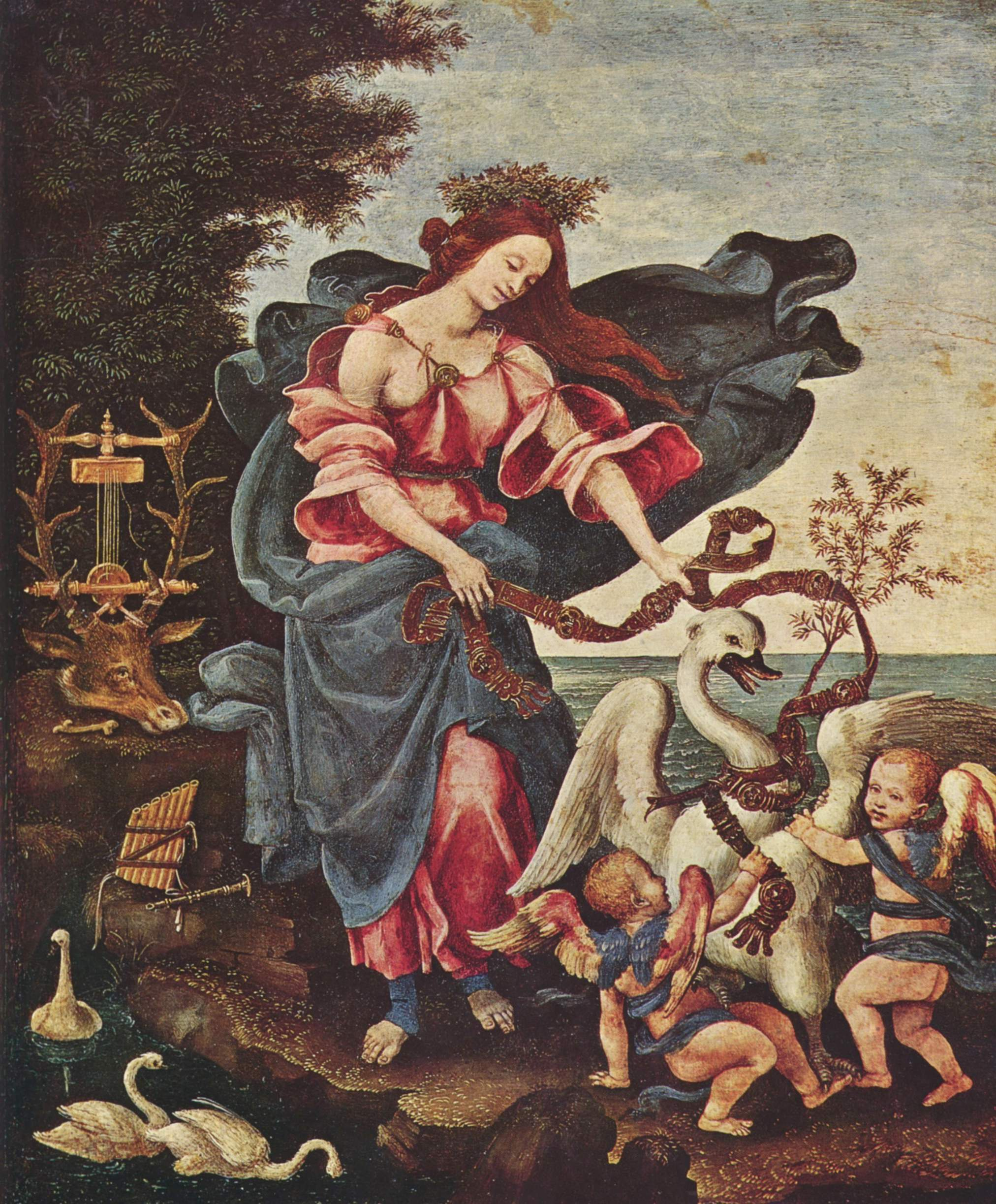
Alegoria da Música, por Filippino Lippi.

Para um outro grupo, a música não pode funcionar a não ser que seja percebida. Não há, portanto, música se não houver uma obra musical que estabelece um diálogo entre o compositor e o ouvinte. Este diálogo funciona por intermédio de um gesto musical formante (dado pela notação) ou formalizado (por meio da interpretação). Neste grupo há quem  defina música como sendo "a arte de manifestar os afetos da alma, através do som" (Bona). Esta expressão informa as seguintes características: 1) música é arte: manifestação estética, mas com especial intenção a uma mensagem emocional; 2) música é manifestação, isto é, meio de comunicação, uma das formas de linguagem a ser considerada, uma forma de transmitir e recepcionar uma certa mensagem, entre indivíduos considerados, ou entre a emoção e os sentidos do próprio indivíduo que entona uma música; 3) utiliza-se do som, é a ideia de que o som, ainda que sem o silêncio pode produzir música, o silêncio individualmente considerado não produz música.
Para os adeptos dessa abordagem, a música só existe como manifestação humana. É atividade artística por excelência e possibilita ao compositor ou executante compartilhar suas emoções e sentimentos. Sob essa óptica, a música não pode ser um fenômeno natural, pois decorre de um desejo humano de modificar o mundo, de torná-lo diferente do estado natural. Em cada ponta dessa cadeia, há o ser humano. A música é sempre concebida e recebida por um ser humano. Neste caso, a definição da música, como em todas as artes, passa também pela definição de uma certa forma de comunicação entre as pessoas. Como não pode haver diálogo ou comunicação sem troca de signos, para essa vertente a música é um fenômeno semiótico.

### Definição negativa
Uma vez que é difícil obter um conceito sobre o que é a música, alguns tendem a defini-la pelo que não é:
- A música não é uma linguagem normal. A música não é capaz de significar da mesma forma que as línguas comuns. Ela não é um discurso verbal, nem uma língua, nem uma linguagem no sentido da linguística (ou seja uma dupla articulação signo/significado), mas sim uma linguagem peculiar, cujos modos de articulação signo musical/significado musical vêm sendo estudados pela Semiótica da Música.
- A música não é ruído. O ruído pode ser um componente da música, assim como também é um componente (essencial) do som. Embora a Arte dos ruídos teorizasse a introdução dos sons da vida cotidiana na criação musical, o termo "ruído" também pode ser compreendido como desordem. E a música é uma organização, uma composição, uma construção ou recorte deliberado (se considerarmos os elementos componentes do som musical). A oposição que normalmente se faz entre estas duas palavras pode conduzir à confusão e para evitá-la é preciso se referir sempre à ideia de organização. Quando Varèse e Schaeffer utilizam ruídos de tráfego na música concreta ou algumas bandas de Rock industrial, como o Einstürzende Neubauten, utilizam sons de máquinas, devemos entender que o "ruído" selecionado, recortado da realidade e reorganizado se torna música pela intenção do artista.
- A música não é totalizante. Ela não tem o mesmo sentido para todos que a ouvem. Cada indivíduo usa a sua própria emotividade, sua imaginação, suas lembranças e suas raízes culturais para dar a ela um sentido que lhe pareça apropriado. Podemos afirmar que certos aspectos da música têm efeitos semelhantes em populações muito diferentes (por exemplo, a aceleração do ritmo pode ser interpretada frequentemente como manifestação de alegria), mas todos os detalhes, todas as sutilezas de uma obra ou de uma improvisação não são sempre interpretadas ou sentidas de maneira semelhante por pessoas de classes sociais ou de culturas diferentes.
- A música não é sua representação gráfica. Uma partitura é um meio eficiente de representar a maneira esperada da execução de uma composição, mas ela só se torna música quando executada, ouvida ou percebida. A partitura pode ter méritos gráficos ou estéticos independentes da execução, mas não é, por si só, música.

### Definição social
Por trás da multiplicidade de definições, se encontra um verdadeiro fato social, que coloca em jogo tanto os critérios históricos, quanto os geográficos. A música passa tanto pelos símbolos de sua escritura (notação musical), como pelos sentidos que são atribuídos a seu valor afetivo ou emocional. É por isso que, no ocidente, nunca parou de se estender o fosso entre as músicas do ouvido (próximas da terra e do folclore e dotadas de uma certa espiritualidade) e as músicas do olho (marcadas pela escritura, pelo discurso). Nossos valores ocidentais privilegiam a autenticidade autoral e procuram inscrever a música dentro de uma história que a liga, através da escrita, à memória de um passado idealizado. As músicas não ocidentais, como a africana apelam mais ao imaginário, ao mito, à magia e fazem a ligação entre a potencialidade espiritual e corporal. O ouvinte desta música, bem como o da música folclórica ou popular ocidental participa diretamente da expressão do que ouve, através da dança ou do canto grupal, enquanto que um ouvinte de um concerto na tradição erudita assume uma atitude contemplativa que quase impede sua participação corporal, como se só a sua mente estivesse presente ao concerto. O desenvolvimento da notação musical e a constituição artificial do sistema de temperamentos consolidou na música, o dualismo corpo-mente típico do racionalismo cartesiano. E de tal forma esse movimento se fortaleceu que mesmo a música popular ocidental, ainda que menos dualista, se rendeu à sistematização, na qual se mantém até hoje.

#### Música: um fenômeno social

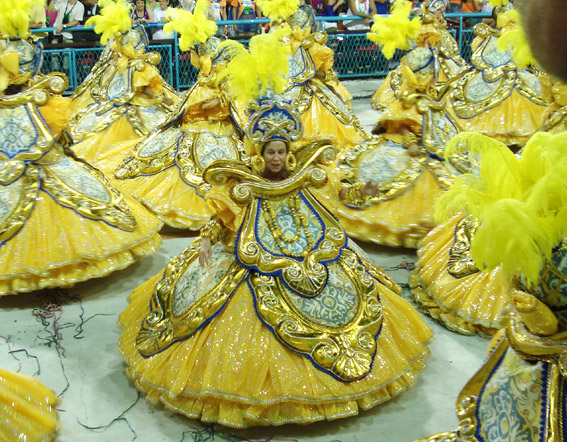
A ala de baianas da Imperatriz Leopoldinense no carnaval 2008, Rio de Janeiro.

As práticas musicais não podem ser dissociadas do contexto cultural. Cada cultura possui seus próprios tipos de música totalmente diferentes em seus estilos, abordagens e concepções do que é a música e do papel que ela deve exercer na sociedade. Entre as diferenças estão: a maior propensão ao humano ou ao sagrado; a música funcional em oposição à música como arte; a concepção teatral do Concerto contra a participação festiva da música folclórica e muitas outras.
Falar da música de um ou outro grupo social, de uma região do globo ou de uma época, faz referência a um tipo específico de música que pode agrupar elementos totalmente diferentes (música tradicional, erudita, popular ou experimental). Esta diversidade estabelece um compromisso entre o músico (compositor ou intérprete) e o público que deve adaptar sua escuta a uma cultura que ele descobre ao mesmo tempo que percebe a obra musical.
Desde o início do século XX, alguns musicólogos estabeleceram uma "antropologia musical", que tende a provar que, mesmo se alguém tem um certo prazer ao ouvir uma determinada obra, não pode vivê-la da mesma forma que os membros das etnias aos quais elas se destinam. Nos círculos acadêmicos, o termo original para estudos da música genérica foi "musicologia comparativa", que foi renomeada em meados do século XX para "etnomusicologia", que apresentou-se, ainda assim, como uma definição insatisfatória.
Para ilustrar esse problema cultural da representação das obras musicais pelo ouvinte, o musicólogo Jean-Jacques Nattiez (Fondements d’une sémiologie de la musique 1976) cita uma história relatada por Roman Jakobson em uma conferência de G. Becking, linguista e musicólogo, pronunciada em 1932 no Círculo Linguístico de Praga:
Um indígena africano toca uma melodia em sua flauta de bambu. O músico europeu terá muito trabalho para imitar fielmente a melodia exótica, mas quando ele consegue enfim determinar as alturas dos sons, ele está certo de ter reproduzido fielmente a peça de música africana. Mas o indígena não está de acordo pois o europeu não prestou atenção suficiente ao timbre dos sons. Então o indígena toca a mesma ária em outra flauta. O europeu pensa que se trata de uma outra melodia, porque as alturas dos sons mudaram completamente em razão da construção do outro instrumento, mas o indígena jura que é a mesma ária. A diferença provém de que o mais importante para o indígena é o timbre, enquanto que para o europeu é a altura do som. O importante em música não é o dado natural,  não são os sons tais como são realizados, mas como são intencionados. O indígena e o europeu ouvem o mesmo som, mas ele tem um valor totalmente diferente para cada um, porque as concepções derivam de dois sistemas musicais inteiramente diferentes; o som em música funciona como elemento de um sistema. As realizações podem ser múltiplas, o acústico pode determiná-las exatamente, mas o essencial em música é que a peça possa ser reconhecida como idêntica.— Nattiez

## História da música
A história da música é o estudo das origens e evolução da música ao longo do tempo. Como disciplina histórica insere-se na história da arte e no estudo da evolução cultural dos povos. Como disciplina musical, normalmente é uma divisão da musicologia e da teoria musical. Seu estudo, como qualquer área da história é trabalho dos historiadores, porém também é frequentemente realizado pelos musicólogos. Na Idade Média, foi uma disciplina obrigatória do Quadrivium que, junto com o Trívio, compunha a metodologia de ensino das sete Artes liberais.
Este termo está popularmente associado à história da música erudita ocidental e frequentemente afirma-se que a história da música se origina na música da Grécia antiga e se desenvolve através de movimentos artísticos associados às grandes eras artísticas de tradição europeia (como a era medieval, renascimento, barroco, classicismo, etc.). Este conceito, no entanto é equivocado, pois essa é apenas a história da música no ocidente. A disciplina, no entanto, estuda o desenvolvimento da música em todas as épocas e civilizações, pois a música é um fenômeno que perpassa toda a humanidade, em todo o globo, desde a pré-história.
Em 1957 Marius Schneider escreveu: “Até poucas décadas atrás o termo ‘história da música’ significava meramente a história da música erudita europeia. Foi apenas gradualmente que o escopo da música foi estendido para incluir a fundação indispensável da música não europeia e finalmente da música pré-histórica."
Há, portanto, tantas histórias da música quanto há culturas no mundo e todas as suas vertentes têm desdobramentos e subdivisões. Podemos assim falar da história da música do ocidente, mas também podemos desdobrá-la na história da música erudita do ocidente, história da música popular do ocidente, história da música do Brasil, história do fado e assim sucessivamente.

## Teoria musical
Teoria musical é o nome que é dado a qualquer sistema destinado a analisar, compreender e se comunicar a respeito da música. Assim como em qualquer área do conhecimento, a teoria musical possui várias escolas, que podem possuir conceitos divergentes. Sua própria divisão da teoria em áreas de estudo não é consenso, mas de forma geral, qualquer escola possui ao menos:
- Análise musical, que estuda os elementos do som e estruturas musicais e também as formas musicais.
- Estética musical, que inclui a divisão da música em gêneros e a Crítica musical.
- Notação musical.

### Análise musical
Apesar de toda a discussão já apresentada, a música quando composta e executada deliberadamente é considerada arte por qualquer das facções. E como arte, é criação, representação e comunicação. Para obter essas finalidades, deve obedecer a um método de composição, que pode variar desde o mais simples (a pura sorte na música aleatória), até os mais complexos. Pode ser composta e escrita para permitir a execução idêntica em várias ocasiões, ou ser improvisada e ter uma existência efêmera.  A música dos pigmeus do Gabão, o Rock and roll, o Jazz, a música sinfônica, cada composição ou execução obedece a uma estética própria, mas todas cumprem os objetivos artísticos: criar o desconhecido a partir de elementos conhecidos; manipular e transformar a natureza; moldar o futuro a partir do presente.

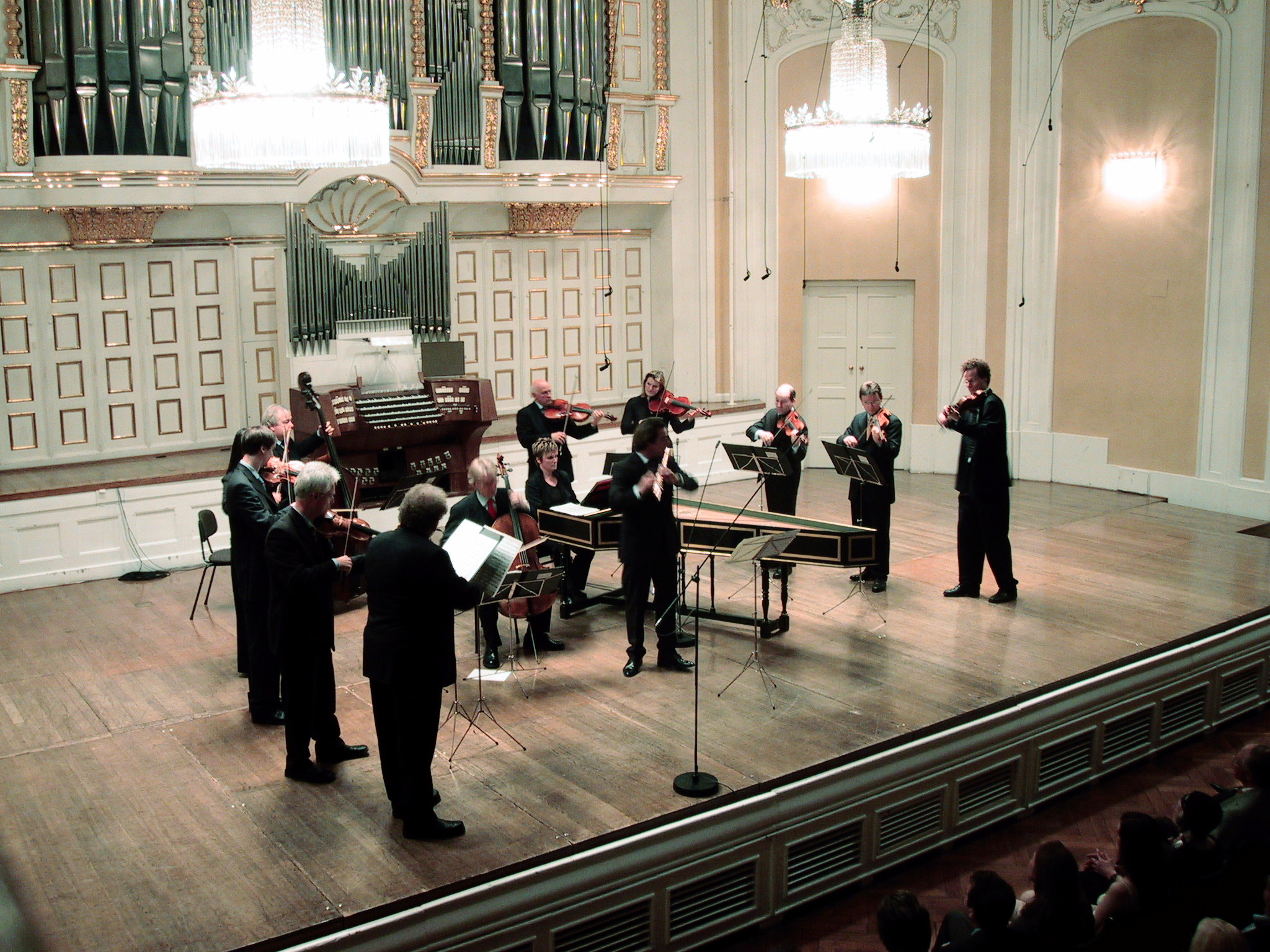
Grupo de música erudita apresentando algumas composições de Mozart.

Qualquer que seja o método e o objetivo estético, o material sonoro a ser usado pela música é tradicionalmente dividido de acordo com três elementos organizacionais: melodia, harmonia e ritmo. No entanto, quando nos referimos aos aspectos do som nos deparamos com uma lista mais abrangente de componentes: altura, timbre, intensidade e duração. Eles se combinam para criar outros aspectos como: estrutura, textura e estilo, bem como a localização espacial (ou o movimento de sons no espaço), o gesto e a dança.
Na base da música, dois elementos são fundamentais: O som e o tempo. Tudo na música é função destes dois elementos. É comum na análise musical fazer uma analogia entre os sons percebidos e uma figura tridimensional. A sinestesia nos permite "ver" a música como uma construção com comprimento, altura e profundidade.
O ritmo é o elemento de organização, frequentemente associado à dimensão horizontal e o que se relaciona mais diretamente com o tempo (duração) e a intensidade, como se fosse o contorno básico da música ao longo do tempo. Ritmo, neste sentido, são os sons e silêncios que se sucedem temporalmente, cada som com uma duração e uma intensidade próprias, cada silêncio (a intensidade nula) com sua duração. O silêncio é, portanto, componente da música, tanto quanto os sons. O ritmo só é percebido como contraste entre som e silêncio ou entre diversas intensidades sonoras. Pode ser periódico e obedecer a uma pulsação definida ou uma estrutura métrica, mas também pode ser livre, não periódico e não estruturado (arritmia). Também é possível que diversos ritmos se sobreponham na mesma composição (polirritmia). Essas são opções de composição. Enfim é interessante lembrar que, embora pequenas variações de intensidade de uma nota à seguinte sejam essenciais ao ritmo, a variação de intensidade ao longo da música é antes de tudo um componente expressivo, a dinâmica musical.

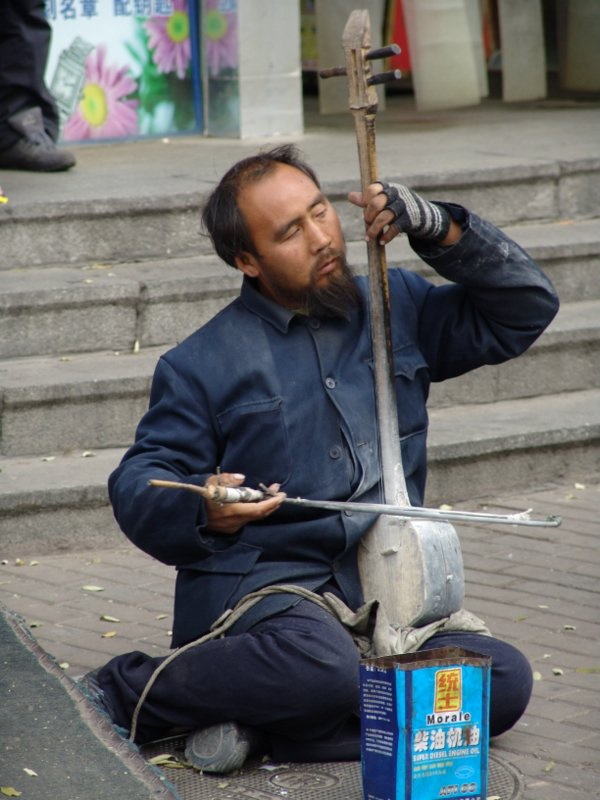
Músico de rua em Pequim.

A segunda organização pode ser concebida visualmente como a dimensão vertical. Daí o nome altura dado a essa característica do som. O mais agudo, de maior frequência, é dito mais alto. O mais grave é mais baixo. O elemento organizacional associado às alturas é a melodia. A melodia é definida como a sucessão de alturas ao longo do tempo, mas estas alturas estão inevitavelmente sobrepostas à duração e intensidade que caracterizam o ritmo e portanto essas duas estruturas são indissociáveis. Outra metáfora visual que frequentemente é utilizada é a da cor. Cada altura representaria uma cor diferente sobre o desenho rítmico. Não é à toa que muitos termos utilizados na descrição das alturas, escalas ou melodias também são usados para as cores: tom, tonalidade, cromatismo. Também não deve ser fruto do acaso o fato de que tanto as cores como os sons são caracterizados por fenômenos físicos semelhantes: as alturas são variações de frequências em ondas sonoras (mecânicas). As cores são variações de frequência em ondas luminosas (eletromagnéticas). Assim como o ritmo, a melodia pode seguir estruturas definidas como escalas e tonalidades (música tonal), que determinam a forma como a melodia estabelece tensão e repouso em torno de um centro tonal. O compositor também pode optar por criar melodias em que a tensão e o repouso não decorrem de relações hierárquicas entre as notas (música atonal).
A terceira dimensão é a harmonia ou polifonia. Visualmente pode ser considerada como a profundidade. Temporalmente é a execução simultânea de várias melodias que se sobrepõem e se misturam para compor um som muito mais complexo (contraponto), como se cada melodia fosse uma camada e a harmonia fosse a sobreposição de todas essas camadas. A harmonia possui diversas possibilidades: uma melodia principal com um acompanhamento que se limite a realçar sua progressão harmônica; duas ou mais melodias independentes que se entrelaçam e se completam harmonicamente; sons aleatórios que, nos momentos que se encontram formam acordes; e outras tantas em que sons se encontram ao mesmo tempo. O termo harmonia não é absoluto. Manipula o conjunto das melodias simultâneas de modo a expressar a vontade do compositor. As dissonâncias também fazem parte da harmonia tanto quanto as consonâncias. Adicionalmente, pode-se criar harmonias que obedeçam a duas ou mais tonalidades simultaneamente (politonalismo - usado com frequência em composições de Villa-Lobos).
Cada som tocado em uma música tem também seu timbre característico. Definido da forma mais simples o timbre é a identidade sonora de uma voz ou instrumento musical. É o timbre que nos permite identificar se é um piano ou uma flauta que está tocando, ou distinguir a voz de dois cantores. Acontece que o timbre, por si só, é também um conjunto de elementos sequenciais e simultâneos. Uma série infinita de frequências sobrepostas que geram uma forma de onda composta pela frequência fundamental e seu espectro sonoro, formado por sobretons ou harmônicos. E o timbre também evolui temporalmente em intensidade obedecendo a uma figura chamada envelope. É como se o timbre reproduzisse em escala temporal muito reduzida o que as notas produzem em maior escala e cada nota possuísse em seu próprio tecido uma melodia, um ritmo e uma harmonia próprias.
Segundo o tipo de música, algumas dessas dimensões podem predominar. Por exemplo, o ritmo bem marcado e fortemente periódico tem a primazia na música tradicional dos povos africanos. Na maior parte das culturas orientais, bem como na música tradicional e popular do ocidente, é a melodia que representa o valor mais destacado. A harmonia, por sua vez, é o ideal mais elevado da música erudita ocidental.
Estes elementos nem sempre são claramente reconhecíveis. Onde estará o ritmo ou a melodia no som de uma serra elétrica incluída em uma canção de rock industrial ou em uma composição eletroacústica? Mas se considerarmos apenas o jogo dos sons e do tempo, a organização do sequencial e do simultâneo e a seleção dos timbres, a música nestas composições será tão reconhecível quanto a de uma cantata barroca.

### Gêneros musicais
Assim como existem várias definições para música, existem muitas divisões e agrupamentos da música em gêneros, estilos e formas. Dividir a música em gêneros é uma tentativa de classificar cada composição de acordo com critérios objetivos, que não são sempre fáceis de definir.
Uma das divisões mais frequentes separa a música em grandes grupos:
- Música erudita - a música tradicionalmente dita como "culta" e no geral, mais elaborada. Também é conhecida como "música clássica", especificamente a composta até o Romantismo por ter sobrevivido ao tempo ao longo dos séculos, no mesmo sentido em que se fala de "literatura clássica". Pode ser dito também de música  clássica, obras que são bem  familiares  e conhecidas,  ao  ponto de serem  assoviadas  pelas  pessoas,  algo mais  popular assim como  a literatura. Seus adeptos consideram que é  feita para durar muito tempo e resistir à moda e a tendências. Em geral exige uma atitude contemplativa e uma audição concentrada. Alguns consideram que seja uma forma de música superior a todas as outras e que seja a real arte musical. Porém, deve também ser lembrado que mesmo os compositores eruditos várias vezes utilizaram melodias folclóricas (determinada  região) para que em cima dela fossem compostas variações. Alguns compositores chegaram até a apenas colocar melodias folclóricas como o segundo sujeito de suas músicas (como Villa-Lobos fez extensamente). Os gêneros eruditos são divididos sobretudo de acordo com o períodos em que foram compostas ou pelas características predominantes;
- Música popular - associada a movimentos culturais populares. Conseguiu se consolidar apenas após a urbanização e industrialização da sociedade e se tornou o tipo musical icônico do século XX. Se apresenta atualmente como a música do dia a dia, tocada em shows e festas, usada para dança e socialização. Segue tendências e modismos e muitas vezes é associada a valores puramente comerciais, porém, ao longo do tempo, incorporou diversas tendências vanguardistas e inclui estilos de grande sofisticação. É um tipo musical frequentemente associado a elementos extramusicais, como textos (letra de canção), padrões de comportamento e ideologias. É subdividida em incontáveis gêneros distintos, de acordo com a instrumentação, características musicais predominantes e o comportamento do grupo que a pratica ou ouve;
- Música tradicional ou música nacionalista - associada a fortes elementos culturais de cada grupo social. Tem caráter predominantemente rural ou pré-urbano. Normalmente são associadas a festas folclóricas ou rituais específicos. Pode ser funcional (como canções de plantio e colheita ou a música das rendeiras e lavadeiras). Normalmente é transmitida por imitação e costuma durar décadas ou séculos. Incluem-se neste gênero as cantigas de roda e de ninar.
- Música religiosa, utilizada em liturgias, tais como missas e funerais. Também pode ser usada para adoração e oração ou em diversas festividades religiosas como o natal e a páscoa, entre outras. Cada religião possui formas específicas de música religiosa, tais como a música sacra católica, o gospel das igrejas evangélicas, a música judaica, os tambores do candomblé ou outros cultos africanos, o canto do muezim, no Islamismo entre outras.

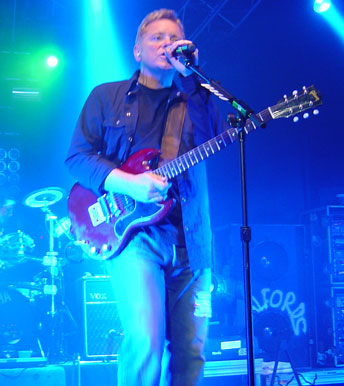
As apresentações musicais são cada vez mais realizadas pelo mundo, seja em datas festivas, ou em compromissos de artistas. A música sempre foi uma atração, desde a antiguidade

Cada uma dessas divisões possui centenas de subdivisões. Gêneros, subgêneros e estilos são usados numa tentativa de classificar cada música. Em geral é possível estabelecer com um certo grau de acerto o gênero de cada peça musical, mas como a música não é um fenômeno estanque, cada músico é constantemente influenciado por outros gêneros. Isso faz com que subgêneros e fusões sejam criados a cada dia. Por isso devemos considerar a classificação musical como um método útil para o estudo e comercialização, mas sempre insuficiente para conter cada forma específica de produção. A divisão em gêneros também é contestada assim como as definições de música porque cada composição ou execução pode se enquadrar em mais de um gênero ou estilo e muitos consideram que esta é uma forma artificial de classificação que não respeita a diversidade da música. Ainda assim, a classificação em gêneros procura agrupar a música de acordo com características em comum. Quando estas características se misturam, subgêneros ou estilos de fusão são utilizados em um processo interminável.
Os estilos musicais ao entrar em contato entre si produzem novos estilos e há  uma miscigenação entre culturas  para produzir gêneros transnacionais. O blues e o jazz dos Estados Unidos, por exemplo, têm  elementos vocais e instrumentais das tradições anglo-irlandesas, escocesas, alemãs e afro-americanas que só podem ser fruto da produção do "século XX"(20).
Outra forma de encarar os gêneros é considerá-los como parte de um conjunto mais abrangente de manifestações culturais. Os gêneros são comumente determinados pela tradição e por suas apresentações e não só pela música de fato. O Rock, por exemplo, possui dezenas de subgêneros, cada um com características musicais diferentes mas também pelas roupas, cabelos, ornamentação corporal e danças, além de variações de comportamento do público e dos executantes. Assim, uma canção de Elvis Presley, um heavy metal ou uma canção punk, embora sejam todas consideradas formas de rock, representam diversas culturas musicais diferentes.
Também a música erudita, folclórica ou religiosa possuem comportamentos e rituais associados. Ainda que o mais comum seja compreender a música erudita como a acústica e intencionada para ser tocada por indivíduos, muitos trabalhos que usam samples, gravações e ainda sons mecânicos, não obstante, são descritas como eruditas, uma vez que atendam aos princípios estéticos do erudito. Por outro lado, um trecho de uma obra erudita como os "Quadros de uma Exposição" de Mussorgsky tocado por Emerson, Lake and Palmer se torna Rock progressivo não só por que houve uma mudança de instrumentação, mas também porque há uma outra atitude dos executantes e da plateia.

#### Métodos de composição
Cada gênero define um conceito e um método de composição, que passa pela definição de uma forma, uma instrumentação e também um "processo" que pode criar sons musicais. A gama de métodos é muito grande e vai desde a simples seleção de sons naturais, passando pela composição tradicional que utiliza os sistemas de escalas, tonalidades e notação musical e varia até a música aleatória em que sons são escolhidos por programas de computador, obedecendo a algoritmos programados pelo compositor.

### Crítica musical
Crítica musical é uma prática utilizada, sobretudo pelos meios de comunicação para comentar o valor estético de uma obra, intérprete ou conjunto musical. Um texto crítico frequentemente refere-se a um espetáculo ou álbum na época de seu lançamento. O assunto é complexo e polêmico, pois, desde os tempos em que a sua prática era levada a cabo por curiosos frequentadores da vida social e, consequentemente, dos espetáculos musicais, nunca se tornou claro qual o seu objetivo principal, nem mesmo quais os destinatários - o público, o artista ou ambos.
Ao longo do século XX, notou-se que, mesmo sem finalidade ou utilidade aparente, a crítica musical passou a despertar forte curiosidade nos que não frequentavam os espetáculos musicais e assim se apropriavam dos pontos de vista emanados nas críticas. Com o estabelecimento do comércio musical, os músicos e produtores musicais, em nome da captura das plateias e dos compradores, passaram a manipular seu conteúdo com diversos tipos de favorecimento aos críticos. Com a vulgarização desta prática, a isenção da crítica passou a ser questionada. Ainda assim, ela consegue influenciar o público e uma crítica em um veículo respeitado pode, dentro de certos limites, promover o sucesso ou o fracasso dos artistas, álbuns e espetáculos.
A indústria cultural além de lançar tendências através de bandas pagas, agrupadas por redes de comunicação, também faz uso da crítica para vender sua mercadoria com artigos pagos, manipulação dos meios de comunicação e a massificação de determinados estilos musicais. A prática de comprar a execução de uma música em horários de grande audiência é chamada no Brasil de "jabaculê" ou simplesmente "jabá".

## Educação musical
Educação musical é o conjunto de práticas destinadas a transmitir através da vivência musical a teoria e prática da música nas correntes gerações e inclui:
- Musicalização - métodos destinados a iniciar o estudante na prática ou leitura musical. Há muitos métodos de musicalização, sendo Dalcroze, Kodály, Orff e Suzuki os mais conhecidos;
- Percepção auditiva - treinamento da percepção rítmica, melódica (relativa a alturas e intervalos), e polifônica (harmônica);
- Teoria musical - ensino da teoria musical, ritmos, escalas, contraponto, harmonia, melodia e notação musical;
- História da música;
- Prática vocal - ensino e treinamento de técnicas vocais. Inclui o canto coral e o canto orfeônico;
- Prática instrumental - ensino e treinamento de técnicas específicas de cada instrumento de forma grupal e/ou individual;
- Composição e Regência - curso voltado para pessoas que gostariam de ser compositores ou regentes, também um curso superior destinado à formação de regentes.

## Atuação / Performance

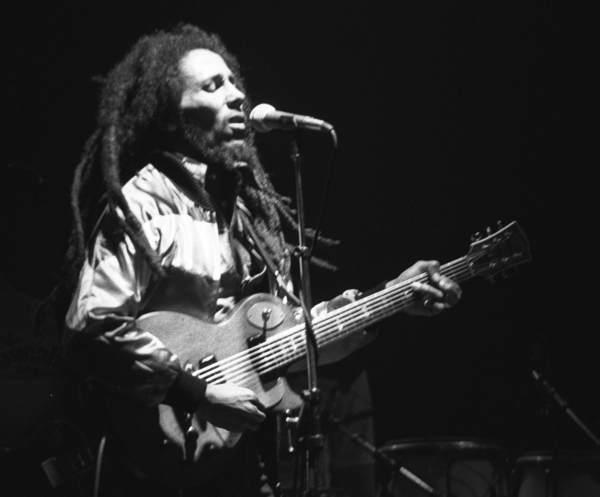
O cantor jamaicano Bob Marley durante uma apresentação em Zurich (Suíça) em 1980.

A música só existe quando executada ou reproduzida, por isso a atuação é seu aspecto mais importante. Enquanto não executada a música é apenas potencial. É na execução que ela se torna um existente. A atuação pode se estender da improvisação de solos às bem-organizadas apresentações repletas de rituais, como o moderno concerto clássico, o concerto de rock ou festividades religiosas. O executante é o músico, que pode ser um instrumentista ou cantor.

### Solos e conjuntos
A execução pode ser feita individualmente e neste caso é chamada de solo, palavra que vem do italiano e significa "sozinho". O extremo oposto é a execução em conjuntos vocais, instrumentais ou mistos.
Muitas culturas mantêm fortes tradições nas atuações solo como, por exemplo, na música clássica indiana, enquanto outras, como em Bali, têm ênfase nas atuações de conjuntos. Mas o mais comum é uma mistura das duas. Conjuntos podem ter solistas permanentes (como o vocalista ou guitarrista principal da banda de rock) ou ocasionais (como o solista do concerto erudito). Solistas são os encarregados de reproduzir a linha melódica que guia a música naquele instante.
A variedade de conjuntos existentes é imensa e as combinações possíveis são ilimitadas. É comum classificar os grupos pelo número de participantes: duos, trios, quartetos, quintetos, sexteto, heptetos e octetos são os mais comuns. Grupos com mais de oito executantes são classificados por sua função: coros, grupo de câmara, bandas, orquestras. Certos grupos têm um nome específico, como o gamelão, conjunto instrumental típico da música de Bali. Outros podem partilhar o nome com outros conjuntos e neste caso são identificados geralmente pelo gênero: Orquestra sinfônica, orquestra de baile, banda de blues, banda de jazz.

### O evento musical
A execução musical pode ocorrer em um contexto íntimo ou mesmo solitário, mas é comum que ocorra dentro de um evento ou espetáculo. Entre os eventos mais comuns estão as festas, concertos, shows, óperas, espetáculos de dança, entre outros. Cada evento tem características próprias e normalmente obedece a um ritual específico. Eventos mais teatrais como o concerto e a ópera exigem do público uma atitude contemplativa e silenciosa enquanto um show de rock ou uma roda de samba presumem a participação ativa do público na forma do canto e dança.

#### Festivais de música
Além dos próprios shows e eventos feitos por algumas bandas e grupos isolados, existem também os festivais de música, onde são apresentados diversos grupos e artistas, na maioria das vezes com o mesmo gênero, mas muitas vezes com gêneros diversos. Podem ocorrer uma única vez ou periodicamente. Um dos festivais mais conhecidos foi o de Woodstock, tradicional festival de rock nos Estados Unidos. Alguns festivais como o Live 8 têm abrangência global, outros são limitados à região em que ocorrem, como os brasileiros Chivas Jazz Festival, São Paulo Mix Festival, Abril Pro Rock e Festival Pré Amp e o português Super Bock Super Rock. Em alguns casos, um evento planejado para ter abrangência local ganha importância e é extrapolado para outras localidades, como o famoso Rock in Rio que após três edições no Rio de Janeiro passou a ter edições no exterior, como a de 2004 em Lisboa e as que aconteceram em 2006 e 2007 em Lisboa e Sydney.
Existem muitos festivais de música que celebram gêneros particulares de música. Um dos melhores exemplos é o Festival de Bayreuth que se dedica exclusivamente às operas de Richard Wagner. Também podem ser considerados festivais eventos que englobam outras manifestações, como o Carnaval do Brasil ou o Mardi-Gras em Nova Orleans.

### Composição audiovisual
Composição audiovisual é um tipo específico de composição musical que envolve recursos cênicos ou visuais, tais como a música para dança, a ópera, videoclipe, a banda sonora (ou trilha sonora), entre outras.

#### Banda sonora
Chama-se Banda sonora ou trilha sonora ao conjunto das peças musicais usadas num filme. Pode incluir música original, criada de propósito para o filme, ou outras peças musicais, canções e excertos de obras musicais anteriores ao filme.

## Estudo da música
- Musicologia
- Antropologia
- Etnologia
- Etnomusicologia
- Acústica
- Musicoterapia

## Profissões da música
- Músico
- Musicoterapeuta
- Intérprete
- Cantor
- Instrumentista
- Compositor
- Arranjador
- Improvisador
- Maestro
- DJ
- Produtor musical
- Edição: mixagem e masterização
- Luthier
- Musicólogo
- Teorista
- Professor